# Luuka Jones
Luuka Jones (18 de outubro de 1988) é uma canoísta de slalon neozelandesa, medalhista olímpica em 2016.

## Carreira
Luuka Jones representou seu país na Rio 2016, conquistou a medalha de prata na prova do slalon K-1 feminino. 